# Erard-Louis-Guy de Chastenay-Lanty
Erard-Louis-Guy, comte de Chastenay de Lanty (30 janvier 1748, Essarois , 21 avril 1830, Paris), est un général et homme politique français.

## Biographie

### Famille
Erard-Louis-Guy de Chastenay-Lanty est le fils de Joseph Auguste de Chastenay, comte de Lanty, capitaine de cavalerie, et de Louise Anne Elisabeth Le Bascle d'Argenteuil. 
Il épouse Catherine Louise d'Herbouville, sœur de Charles Joseph Fortuné d'Herbouville. De leur union naissent Victorine de Chastenay (1771-1855) et Henri-Louis de Chastenay de Lanty (1772-1834). 

### Carrière
Sous l'Ancien Régime, il suit un moment la carrière des armes, puis fait des voyages d'instruction en Europe. 
Il est sous-lieutenant des chevau-légers, quand il est élu député de la noblesse aux États généraux par le bailliage de Châtillon-sur-Seine le 26 mars 1789 ; il se réunit au tiers-état.
Il est promu maréchal de camp le 1er mars 1791, et prête serment de fidélité à la nation au moment de la fuite de Varennes.
Mais ses opinions se modifient peu après le 8 août 1791, il proteste contre l'abolition des titres de noblesse, et se retire dans ses propriétés de la Côte-d'Or. Arrêté comme suspect sous la Terreur, il est traduit devant le tribunal révolutionnaire de Paris, défendu par Réal, et acquitté en raison des actes de bienfaisance qu'il n'avait cessé de répandre dans son département. 
Le gouvernement consulaire le nomme, en l'an VIII, conseiller général de la Côte-d'Or ; Napoléon Bonaparte le décore de l'ordre de la Réunion, et le Sénat conservateur l'élit député de la Côte-d'Or au Corps législatif, le 4 mai 1811. Il vote, le 1er avril 1814, la déchéance de Napoléon, et est élevé sous la première Restauration au grade de lieutenant-général le 30 août 1814.